# 송민호의 파일럿
《송민호의 파일럿》은 대한민국의 텔레비전 및 유튜브 예능 프로그램으로 2021년 6월 25일부터 2021년 9월 17일까지 방영된 프로그램이다.

## 출연자
- 송민호